# Петерсон, Людвиг Людвигович
Лю́двиг Лю́двигович Петерсо́н (1842—1902) — архитектор, академик Императорской Академии художеств.

## Биография
Сын инструментального мастера. Состоял вольноприходящим учеником Императорской Академии художеств. Во время обучения удостоен медалей: малой серебряной (1862) за «проект барского дома», большой серебряной медали (1863) за «проект рисовальной школы на 400 человек», малой золотой медали (1865) с присвоением звания классного художника 3-й степени за «проект православной церкви». Был удостоен большой золотой медали (1867) за «проект дома для призрения престарелых храбрых воинов офицерского звания», что давало ему право на пенсионерскую поездку. Удостоен звания классного художника (1868) и отправлен за границу, как пенсионер Академии художеств.
По возвращении (1872) за исполненные за границей работы получил звание академика архитектуры. Служил в Государственной канцелярии (1872—1902): в том числе в должности архитектора Мариинского дворца (1889—1896) и зданий архива Государственного совета. Одновременно (1877—1892) состоял в Ведомстве учреждений императрицы Марии архитектором Родовспомогательного заведения в Санкт-Петербурге, почётным членом Петербургского совета детских приютов (1897—1900), помощником попечителя Николаевского детского приюта в Санкт-Петербурге (1900—1902). Реконструировал помещения Мариинского дворца для Государственного совета (1884). Как архитектор Невской бумагопрядильной мануфактуры перестраивал её старые и возводил новые производственные здания (1892—1898), построил на Синопской набережной два жилых дома для её работников (1895—1896). Строил и реконструировал особняки и доходные дома (1874—1878), в т. ч. руководил отделкой интерьеров дома А. А. Половцева на Большой Морской улице (1876—1885). Построил охотничий домик императора Александра III под Лугой, часовню в Луге и производственные сооружения Нарвской льнопрядильной мануфактуры.
Имел награды: орден Святой Анны 3-й степени (1883).
Был женат (1868) на Александре Фёдоровне — дочери скульптора Ф. И. Ковшенкова.

## Проекты и постройки

### Санкт-Петербург

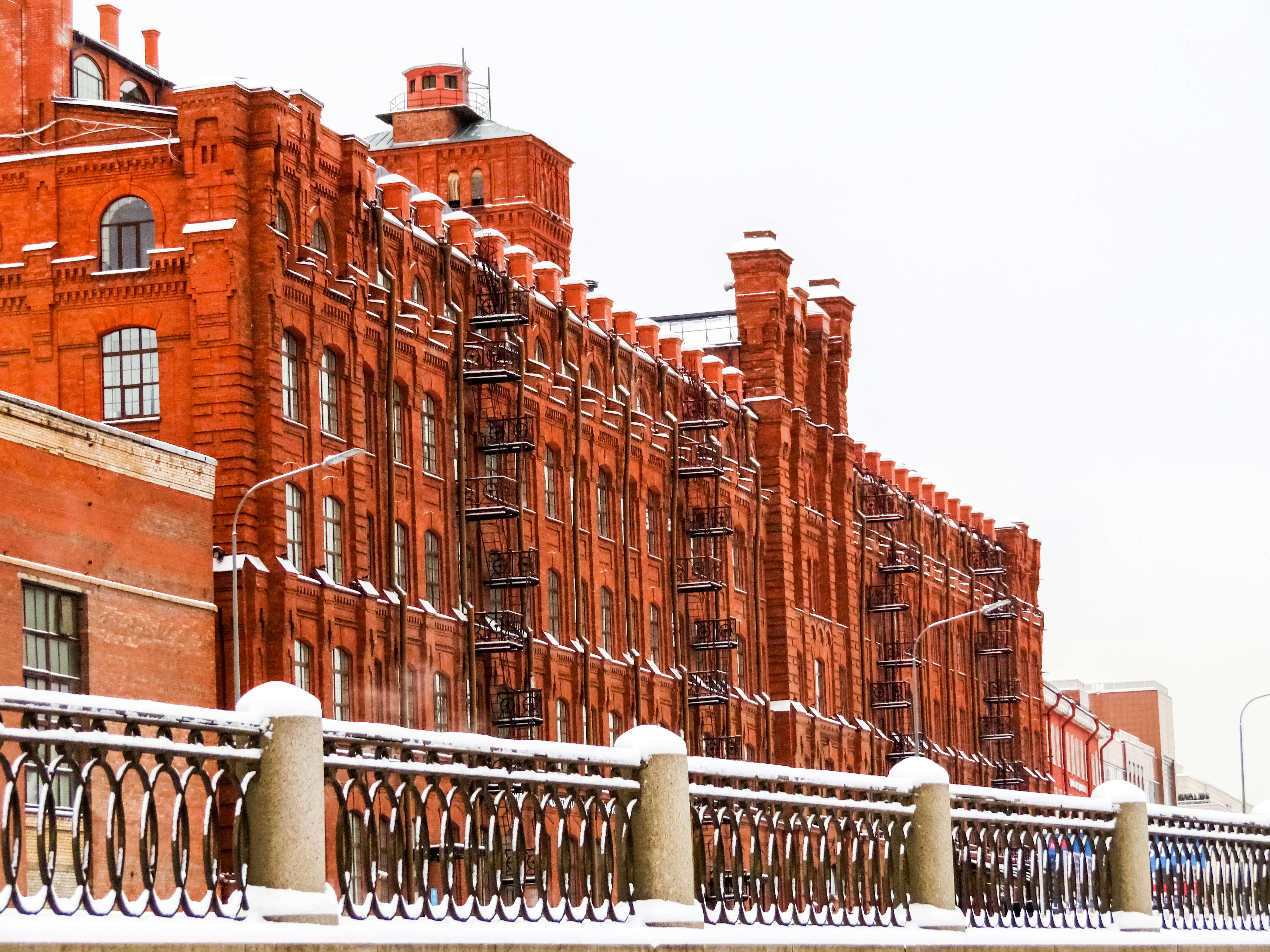
Вторая прядильная фабрика

- Особняк К. Ф. Сименса (перестройка). Кожевенная линия ВО, 38А (1873)[4]
- Доходный дом (перестройка и расширение). 7-я линия ВО, 4 — Академический пер., 7 — Днепровский пер., 15 (1874)[5]
- Особняк Г. К. Мессонье (перестройка и расширение). Кожевенная линия, 38 (1875)
- Особняк А. А. Половцова (отделка интерьеров). Б. Морская ул., 52 (1875—1885)
- Доходный дом (расширение). Наб. Макарова, 28 (1877)
- Особняк К. Иванова (надстройка и расширение). Плуталова ул., 15 (1877)
- Дом А. К. Риттера (перестройка). 8-я линия ВО, 9 — Днепровский пер., 16 (1877)[6]
- Особняк А. С. Крутиковой. 17-я линия, 56 (1878)
- Помещения Государственного совета в Мариинском дворце (реконструкция). Исаакиевская пл., 6 (1884)
- Производственные сооружения и дома т-ва Невской бумагопрядильной мануфактуры (надстройка и расширение, постройка нового корпуса). Синопская наб., 78 — ул. Красного Текстильщика, 4, 6, 10-12, 17 (1892—1898)[7][8]
- Комплекс построек товарищества Невской бумагопрядильной мануфактуры. Здание фабрики № 2. Синопская наб., 78к2 — Красного Текстильщика ул., 10-12О (1895)[9]
- Дом товарищества Невской бумагопрядильной мануфактуры. Моисеенко ул., 32 — Синопская наб., 74 (1895—1896)[10]
- Дом товарищества Невской бумагопрядильной мануфактуры. Синопская наб., 76 (1895—1896)[11]

### Другие места
- Охотничий домик императора Александра III под Лугой[2];
- Часовня в Луге[2];
- Производственные сооружения Нарвской льнопрядильной мануфактуры[2].